# Sorgu looduskaitseala
Rezerwat przyrody Sorgu (est. Sorgu looduskaitseala) – rezerwat przyrody obejmujący obszar 274 ha w gminie Tõstamaa, prowincji Parnawa, Estonia. Rezerwat oznaczony jest kodem KLO1000627.
Rezerwat został założony w 2014 roku w celu ochrony wyspy Sorgu oraz jej szelfu. Na wyspie znajduje się latarnia morska wybudowana w 1904 roku.